# 자백 (드라마)
《자백》은 2019년 3월 23일부터 2019년 5월 12일까지 tvN에서 방영한 토일 드라마이다.

## 줄거리
일사부재리(어떤 사건에 대해 판결이 확정되면 다시 재판을 청구할 수 없다는 형사상 원칙)라는 법의 테두리에 가려진 진실을 좇는 이들의 이야기.
최도현은 심장질환으로 소년기의 대부분을 병원에서 보낸 힘겨운 삶의 주인공으로, 기적처럼 다가온 심장 이식의 기회로 새 생명을 얻지만 수술 직후 아버지가 살인죄로 기소되며 또 한 번 인생의 시련을 맞는다. 사형수가 된 아버지의 사건을 재조사하기 위해 법조인의 길을 걷게 된다. 아버지의 무죄를 증명하기 위해서 재심을 청구하게 되는데, 10년을 준비했지만 길은 보이지 않고 단서는 엉뚱한 곳에서 시작을 하게 된다.
10년이 흐른 후, 한 여성의 살인사건으로 숨어 있던 진실들이 수면 위로 떠오르게 되고, 서로 연관이 없을 것 같은 사건들이 하나의 뿌리로 모여 든다. 마침내 거대한 배후가 그 모습을 드러내응게 사건의 진상에 다가갈수록 진실의 무게는 결코 가볍지가 않다. 그래도 진실에 대한 추적은 멈출 수 없다. 그들의 입에서 나오는 단 몇 마디의 자백을 위해서 말이다.

## 등장 인물

### 주요 인물
- 이준호 : 최도현 역 - 변호사
- 유재명 : 기춘호 역 - 前 은서경찰서 강력팀장
- 신현빈 : 하유리 역 - 前 데일리나우 정치부 기자, 現 1인 크리에이터, 도현의 친구
- 남기애 : 진 여사 역 - 변호사 사무실 사무보조원, 前 심장외과 의사

### 최도현의 주변 인물
- 최광일 : 최필수 역 - 도현의 아버지, 前 기무사 준위
- 이기혁 : 이현준 역 - 북부지방법원 형사재판부 검사, 도현의 연수원 동기

### 은서경찰서
- 정희태 : 서근표 역 - 강력팀장
- 전두현 : 김대석 역 - 강력팀 형사
- 장재호 : 이형찬 역 - 강력팀 형사

### 주변 인물
- 문성근 : 추명근 역 - 송일재단 이사장, 비선실세
- 송영창 : 오택진 역 - 유광기업 회장, 前 기무사 사령관, 도현의 아버지 사건 목격자
- 김영훈 : 박시강 역 - 국회의원, 박명석 前 대통령 조카
- 류경수 : 한종구 역 - 양애란 살인사건의 범인, 前 기무사 운전병
- 심민 : 김선희(설화) 역 - 화예 종업원
- 송유현 : 조경선 역 (아역 방준서) - 간호사, 조기탁의 동생, 김성조 살인사건의 용의자
- 윤경호 : 조기탁 (허재만) 역 - 前 기무사 3처 하사 복무, 조경선의 오빠, 10년 전 창현동(고은주) 살인사건과 김선희를 살해한 범인, 노선후와 하명수를 살해한 범인

### 그 외 인물
- 유성주 : 지창률 역 - 前 북부지검 차장검사. 現 로펌의 대표. 도현의 아버지 사건 공판 검사
- 김중기 : 양인범 역 - 前 북부지검 검사. 現 북부지방법원 형사재판부 부장검사. 도현의 아버지 사건 공판 검사
- 최대훈 : 황교식 역 - 유광기업의 비서실장. 前 조기탁의 선임 상사
- 한규원 : 마크 최(최경호) 역 - 제니 송의 수행비서
- 정기섭 : 차승후 역 - 중령. 前 기무사 3처 차장. 도현의 아버지 사건 피해자
- 문호진 : 하명수 역 - 前 데일리나우 정치부 기자. 유리의 아버지
- 문태유 : 노선후 역 - 前 부패 방지처 검사. 10년 전 교통사고로 사망. 진여사의 아들
- 미상 : 윤철민 역 - 前 청와대 파견 경찰
- 김성훈 : 성준식 역 - 데일리나우의 기자. 前 유리의 선배기자
- 박미현 : 나 판사 역 - 김선희 살인사건의 판사. 도현의 아버지 재심 판사
- 김도현 : 우호진 역 - 심장외과 의사 역 - 도현의 주치의
- 김재승 : 이철수 역 - 김선희의 전 남자친구
- 조이행 : 안병호 역 - 이현준 검사실 수사관
- 이헌주 : 박시강의 선거캠프 직원 역
- 나은샘 : 수사관 역 - 이현준 검사실 수사관
- 천지유
- 송창규
- 박철민
- 윤성주
- 황윤선
- 서석규
- 박지홍
- 안수호 : 은서구 건설 현장에서 도현을 안내한 남자 역
- 최교식 : 한종구가 일한 곳을 도현에게 알려주는 경비원 역
- 전준우
- 윤태희
- 정광영
- 한명철
- 최영우 : 기자 역
- 신하준
- 안민영 : 한종구의 어머니가 요양원에 갔다고 말하는 여자 역
- 정영도
- 박수현
- 조승연 : 범죄심리학자 역
- 최범호 : 도현의 아버지 재판 판사 역
- 홍루현 : 5년 전 사망한 양애란의 가족 역
- 장준영
- 김오복
- 이성일 : 신발 가게 주인 역
- 명시경 : 뉴스 앵커 역
- 민대식
- 김귀선 : 김성조 역
- 이유정 : 김성조의 부인 역
- 최민영 : 유준환 역 - 유현이의 아들
- 박수연 : 유현이 역 (아역 최다혜) - 유준환의 어머니 역
- 김용준
- 김정수
- 정서연
- 전운종
- 손선근 : 조경선 재판의 판사 역
- 민우기
- 정기섭
- 신동훈
- 김종호 : 유리에게 위임장에 지장 찍으라고 말하는 남자 역
- 윤태영
- 이윤상 : 군인 역
- 김진아
- 전신환 : 강상훈 역 - 고은주의 남자친구
- 이유진
- 김재현
- 금동현 : 택배 회사 직원 역
- 최화영
- 전상진
- 박상혁
- 한재혁
- 권진우
- 김도아
- 박노식 : '화예'의 직원 역
- 김현준
- 권혁성
- 정재훈
- 박혜진 : 보육원 원장 역
- 안성건
- 박도준
- 이헌주
- 김태훈
- 차민혁
- 김동용
- 이세인
- 김미혜
- 홍정호
- 강충훈
- 이동규
- 박성규
- 이상경
- 김대국
- 박준상
- 김미혜
- 김용진
- 홍정호
- 석일우
- 이미림
- 하남우
- 정종우
- 백길성
- 공민규
- 오승찬 : 기자 역
- 김대국
- 김태훈
- 이정열
- 윤현
- 여운복 : 차승후 중령 살인 사건 재심에 관해 입장을 표명하는 남자 역
- 홍정호
- 이동규
- 김명지
- 한규원

### 특별출연
- 김정화 : 제니 송(송재인) 역 - 무기 로비스트

## 촬영지
- 구 성동구치소
- 인하대학교
- 이대서울병원 - 거산대학병원
- 판자집
- 삼청각 - 화예

## 시청률
최저 시청률과 최고 시청률은 시청률 조사회사와 지역별로 시청률에 차이가 있을 수 있습니다.
| 2019년 | 2019년   | 2019년         | 2019년       | 2019년         | 2019년 |
| 회차   | 방송일   | AGB 시청률     | AGB 시청률   | TNmS 시청률    |        |
| 회차   | 방송일   | 대한민국(전국) | 수도권(서울) | 대한민국(전국) |        |
| ------ | -------- | -------------- | ------------ | -------------- | ------ |
| 제1화  | 3월 23일 | 4.569%         | 4.704%       | %              |        |
| 제2화  | 3월 24일 | 5.386%         | 6.461%       | %              |        |
| 제3화  | 3월 30일 | 4.501%         | 4.913%       | %              |        |
| 제4화  | 3월 31일 | 5.573%         | 6.176%       | %              |        |
| 제5화  | 4월 6일  | 4.027%         | 4.761%       | %              |        |
| 제6화  | 4월 7일  | 5.458%         | 6.462%       | %              |        |
| 제7화  | 4월 13일 | 4.079%         | 4.661%       | 3.8%           |        |
| 제8화  | 4월 14일 | 5.425%         | 6.419%       | 4.6%           |        |
| 제9화  | 4월 20일 | 3.846%         | 4.846%       | 3.5%           |        |
| 제10화 | 4월 21일 | 5.594%         | 6.421%       | 4.4%           |        |
| 제11화 | 4월 27일 | 3.846%         | 4.347%       | 3.6%           |        |
| 제12화 | 4월 28일 | 5.122%         | 6.047%       | 4.2%           |        |
| 제13화 | 5월 4일  | 3.378%         | 3.759%       | 3.5%           |        |
| 제14화 | 5월 5일  | 4.841%         | 5.686%       | 4.7%           |        |
| 제15화 | 5월 11일 | 4.849%         | 5.738%       | 5.1%           |        |
| 제16화 | 5월 12일 | 6.275%         | 7.030%       | 6.1%           |        |

## 수상 및 후보
| 연도 | 시상식                      | 부문        | 수상작(자) | 결과 | 출처 |
| ---- | --------------------------- | ----------- | ---------- | ---- | ---- |
| 2019 | 제12회 코리아 드라마 어워즈 | 여자 신인상 | 신현빈     | 후보 |      |

## 같이 보기
- 대한민국의 텔레비전 드라마 목록 (ㅈ)
- 2019년 대한민국의 텔레비전 드라마 목록